# Citroën ZX
O Citroën ZX é um veículo compacto, de tração dianteira e motor transversal produzido pela Citroën desde 1991 a 1998. Em Europa foram produzidas aproximadamente 2 130 600 unidades.
Com o ZX, a Citroën reintegrou o segmento mais promissor da Europa na época, introduziu os conceitos do Collection. Reflex (mais jovem), Avantage (mais familiar), Aura (mais luxuoso) e Volcane e Coupê (mais desportivo), sendo lançada mais tarde a versão 2.0i 16v Dakar com 167 cv. Antes de qualquer outra fabricante de automóveis, a Citroën criou um veículo para todos os gostos, destruindo o mito do "veículo único para todos".  
Esteticamente, uma das características marcantes do ZX provém de seu pára-brisa de forma inclinada, com limpador de uma única haste. Assim como no Citroën BX, a base estilística desse projeto  foi acompanhada em parceria com Bertone. 
O ZX surgiu primeiramente em sua configuração esportiva, pois participou do Paris Dakar 1990-1991, enquanto o modelo de série só foi apresentado em janeiro de 1991.

## Motorizações

### Gasolina
- 1.1 8v - 60 cv
- 1.4 8v - 75 cv - TU3JP
- 1.6 8v - 90 cv - TU5JP
- 1.8 8v - 108 cv - XU7J2
- 1.9 8v - 130 cv - XU9J2
- 2.0 8v - 123 cv - XU10J2
- 1.8 16v - 112 cv - XU7JP4
- 2.0 16v - 155 cv - XU10J4
- 2.0 16v - 167 cv - XU10J4RS (também utilizado no Xsara VTS 2.0 16v e Peugeot 306 GTi-6)

### Diesel
- 1.4D - 60 cv
- 1.9 8v - 71 cv
- 1.5D - 58cv - motor TU5D
- 1.9 8v turbo - 92 cv